# Chamguava musarum
Chamguava musarum là một loài thực vật có hoa trong Họ Đào kim nương. Loài này được (Standl. & Steyerm.) Landrum mô tả khoa học đầu tiên năm 1991.